# Nice Little Penguins

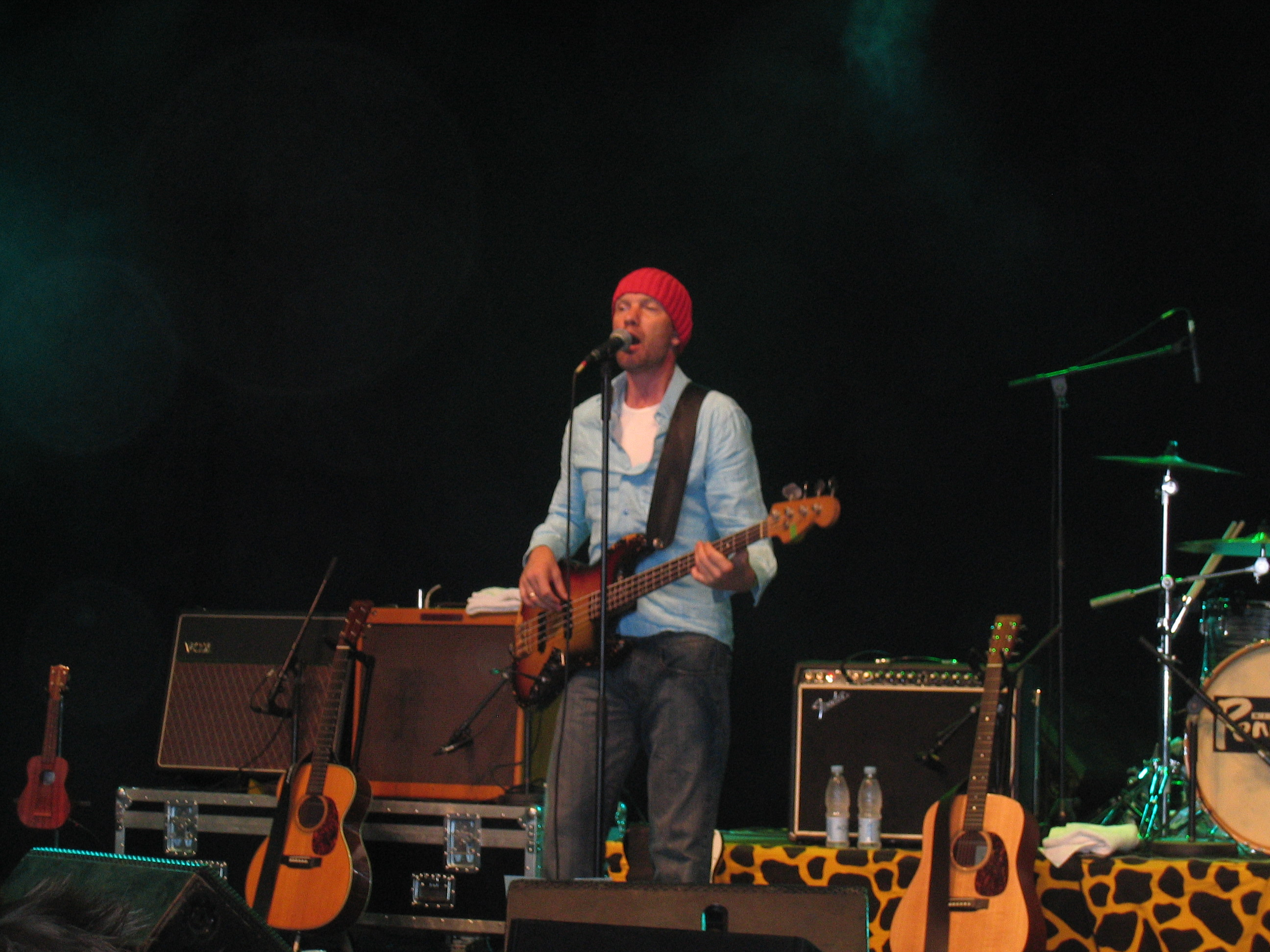
Bo Feierskov

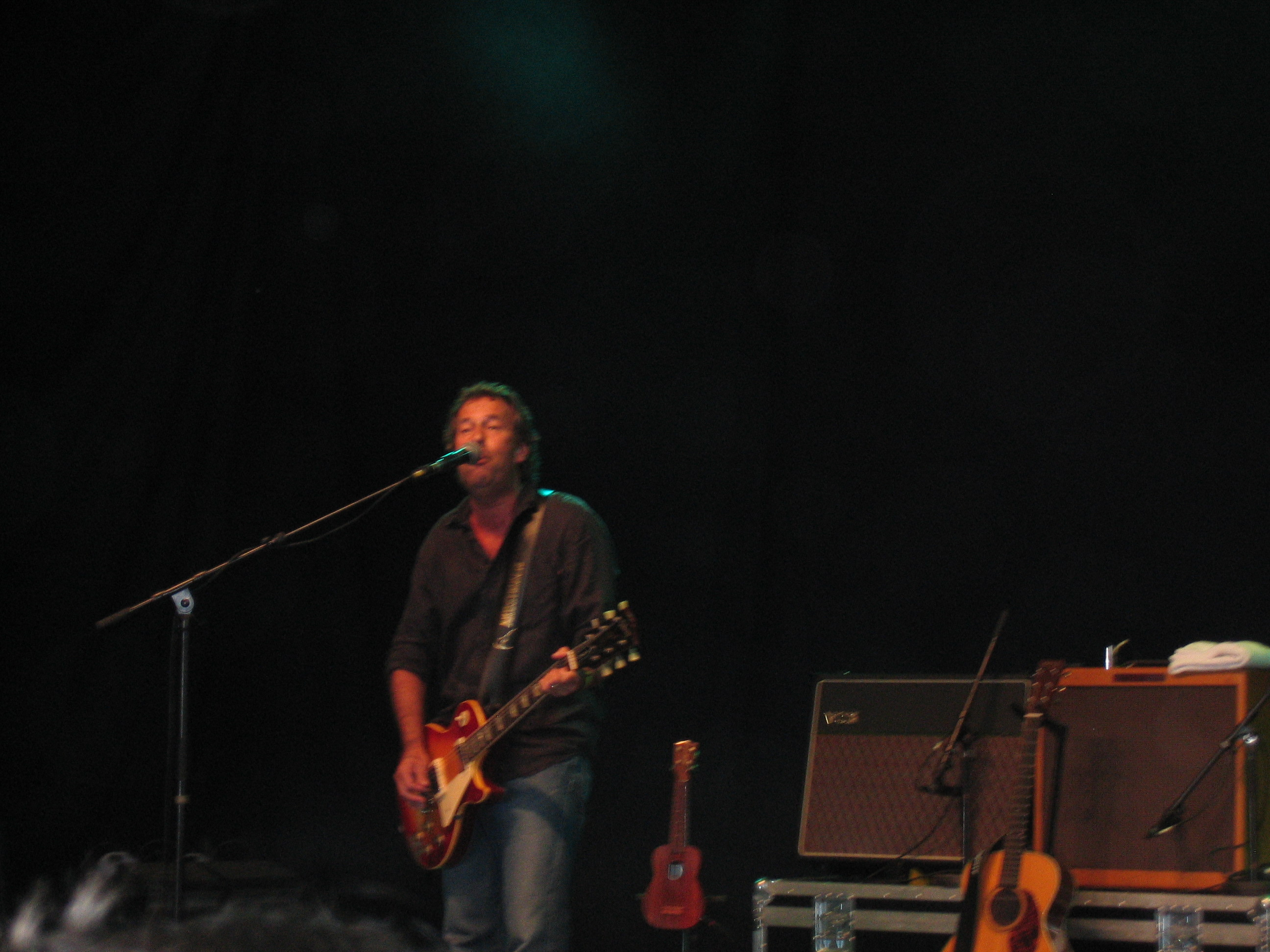
Michael Kolster

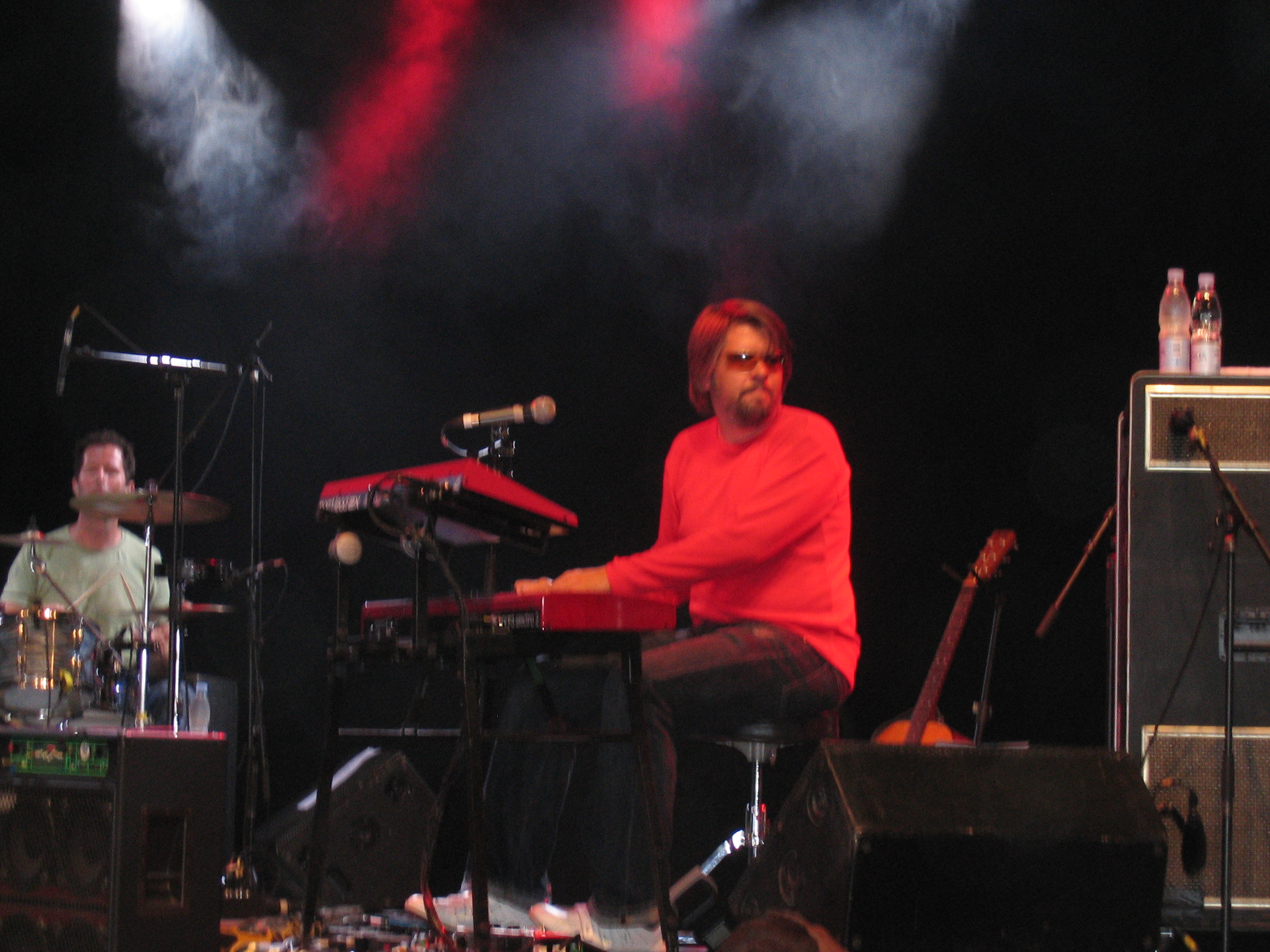
Hans Henrik Præstbro

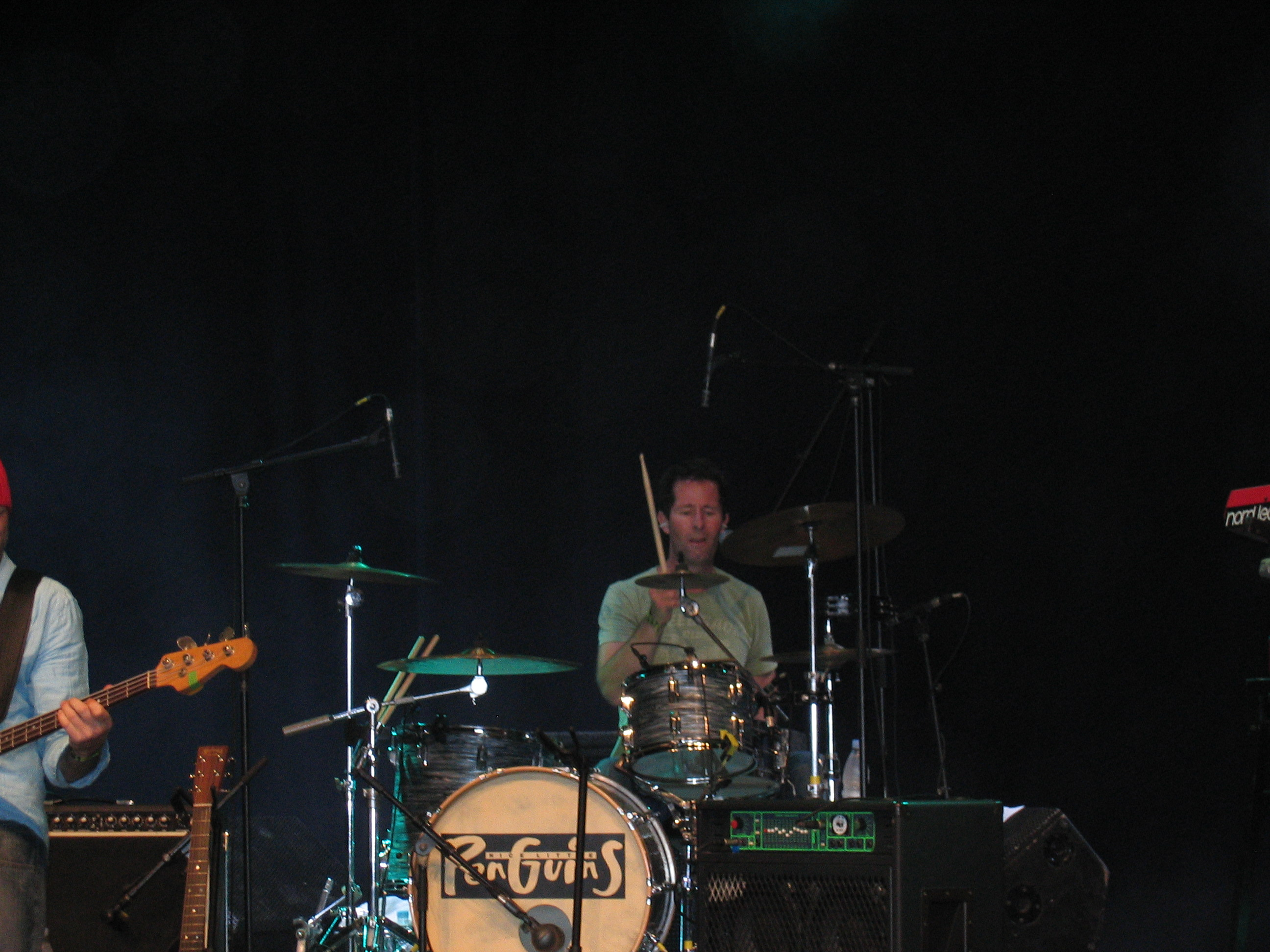
Carsten Kolster

Nice Little Penguins ist ein dänisches Musiktrio, das  durch das Lied Flying vom gleichnamigen Album oder durch das Cover des Hits Daydream Believer von den Monkees bekannt wurde.

## Geschichte
Die eigentliche Gründung der Band fand 1983 statt, als sich Bo Feierskov und die zwei Brüder Michael und Carsten Kolster zusammenschlossen, um ihre Musik zu spielen. Sie begannen als Hintergrundgruppe für die dänische Sängerin Ania Sandig und waren auf ihrer Single „Du Tænker“ (EMI) zu hören.
Danach wandten sich Bo und Michael einer Karriere als Duo zu, während Carsten als Profidrummer arbeitete, bis sie sich jedoch 1987 erneut zusammenschlossen und als Trio ihr gemeinsames Repertoire um eine Genremischung aus Jazz, Beat, nordischen Volksliedern und diversen Eigenkompositionen bereicherten und somit ihren eigenen Stil gefunden hatten.
Die drei bauten immer mehr ihrer eigenen Ideen in ihre Stücke ein, die im Publikum auf große Zustimmung trafen, und so stand bald fest, dass die Gruppe sich von anderen ihrer Klasse abgesetzt hatte. Ab etwa Anfang 1992 arbeiteten die drei Männer endgültig als Berufsmusiker und nannten sich Nice Little Penguins. Der Name hatte seine Wurzeln in den Absichten der Gründer, sich mit dem augenscheinlich harmlos klingenden Begriff von der als aggressiv wahrgenommenen Einstellung des prägenden Rockmilieus jener Zeit abzugrenzen. Zu ihren geistigen Vorbildern zählten die Künstler unter anderem die Beatles, The Police und Crowded House.

## Diskografie
- 1993: Beat Music (Replay Records RECD 6909)
- 1995: Flying (Rca Local, Sony BMG)
- 1997: World You Can Live In (Rca Local, Sony BMG)
- 2004: Free (South Pole Records CD-SPR0301, nur in Dänemark)
- 2005: Hits, News & Live (RecArt Music R 60027-2, Kompilation, nur in Dänemark)
- 2008: Som En Rejse (CMC C 00246-2)
- 2012: Alarmingly Happy (Iceberg Records A/S / South Pole Records)
- 2014: Songs (That Didnt Make It) (Iceberg Records A/S / South Pole Records)
- 2021: Beat Music Vol. 2 (Turn It Over Records)